# Armand Thiery (magasin)
Pour les articles homonymes, voir Thiery.
 (octobre 2011).
Si vous disposez d'ouvrages ou d'articles de référence ou si vous connaissez des sites web de qualité traitant du thème abordé ici, merci de compléter l'article en donnant les références utiles à sa vérifiabilité et en les liant à la section « Notes et références ».
Armand Thiery est une enseigne de magasins de prêt-à-porter, fondée en 1841 à Saint-Ghislain en Belgique, ainsi qu'une marque commerciale sous laquelle sont vendus ses produits. 
L'entreprise se divisée en cinq chaînes de magasins : « AT homme », « AT femme », la marque « Toscane », la marque « Edji » et « Riu Paris » (ces derniers ayant fusionné en janvier 2024).
Elle dispose de 700 établissements en France, à Monaco et en Belgique. 
Armand Thiery appartient à la famille de Lucien Deveaux, qui a racheté la société à Bidermann en 1995 pour 150 millions de francs.
La fortune professionnelle de Lucien Deveaux et de sa famille est estimée à 250 millions d'euros.

## Historique

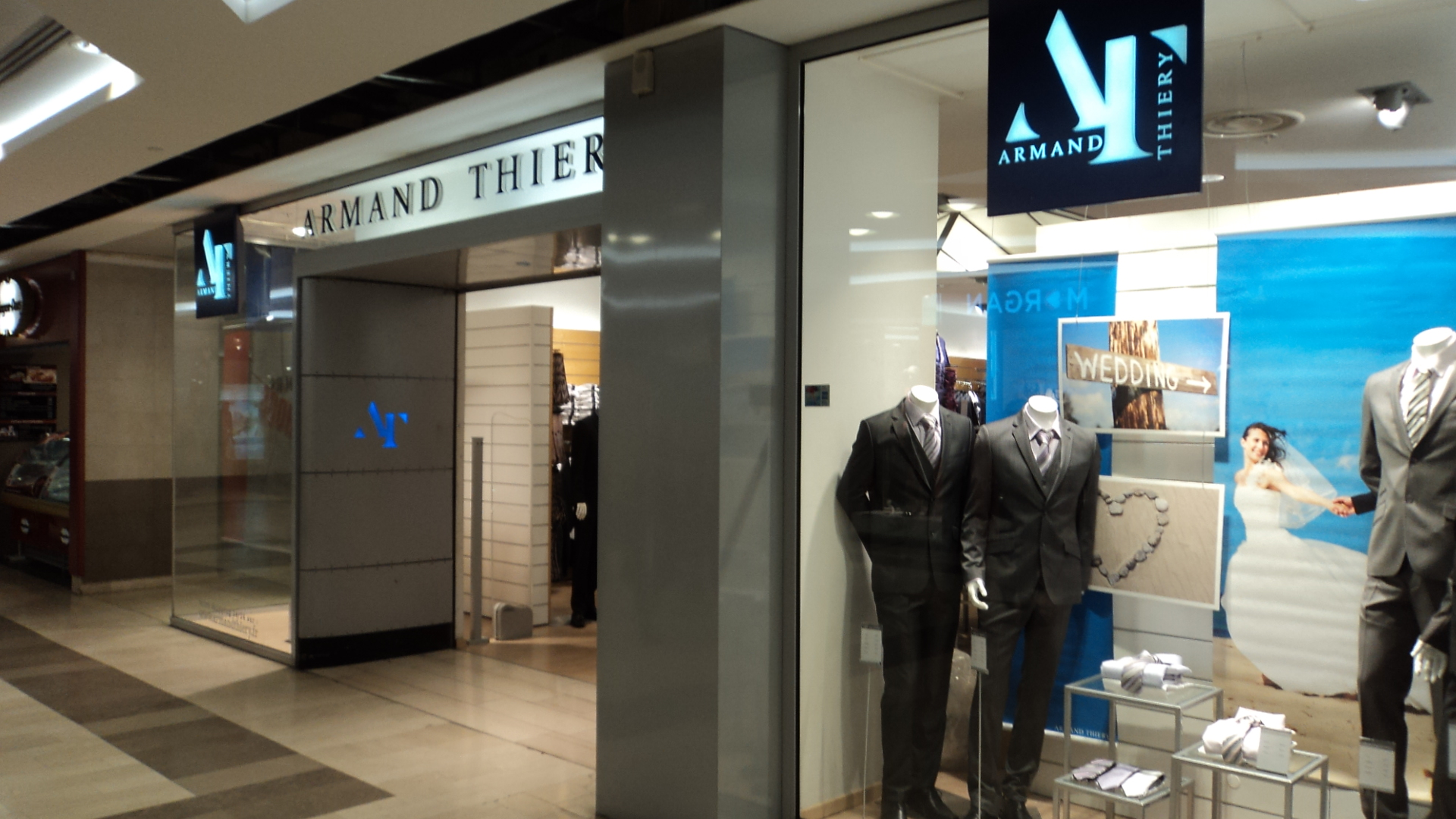
Armand Thiery Homme, Italie 2, Paris.

Les frères Thiéry ouvrent en 1841 leur premier magasin de draps à Saint-Ghislain, sous l'enseigne Thiery frères. Le fils d'un des frères, nommé Eugène développe ensuite l'entreprise familiale en ouvrant de nombreux points de vente en France.
C'est le petit-fils des créateurs, Armand, qui donne son nom à l'enseigne en 1963. En 1968, la société s'associe avec les magasins Sigrand, et l'année suivante, l'enseigne devient Armand Thiery et Sigrand.
La crise du secteur textile dans les années 1970 pousse Armand et son fils Nicolas à céder leur entreprise en 1991 au groupe PPR.
Afin de réduire son endettement, le groupe PPR cède en 1995 l'entreprise à Bidermann.
Candidats favoris du CIRI (Comité interministériel de restructuration industrielle) et des banques créancières du groupe Bidermann en difficulté, MM. Deveaux et Jama concluent en 1995 un protocole d'accord portant sur la reprise des actifs français du groupe d'habillement masculin, soit 1,7 milliard de francs de CA et 3 200 emplois,.
Armand Thiery crée en 2007 « Toscane », magasins dédiés aux femmes qui s'habillent du 44 au 52, commercialisant des collections à l'attention des femmes rondes.
En 2011, une nouvelle enseigne appelée « Edji » (par digression du terme anglais EDGY - être à la pointe) est créée, destinée principalement aux jeunes femmes. 

## Réseau de distribution
L'enseigne comporte 580 points de vente (dont des multi-enseignes) sur le territoire français et belge :
- Armand Thiery Homme : 200 points de vente (dont 7 en Belgique et 1 à Monaco)
- Armand Thiery Femme : 284 points de vente (dont 4 en Belgique et 1 à Monaco)
- Toscane : 114 points de vente (dont 1 en Belgique)
- Edji : 19 points de vente

Trois sites marchands relayent l'offre commerciale :
- Armand Thiery Homme et Armand Thiery Femme : www.armandthiery.fr
- Toscane : www.toscane-boutique.fr
- Edji : www.edji.com